# Cobria albisparsa
Cobria albisparsa är en skalbaggsart som beskrevs av Francis Polkinghorne Pascoe 1865. Cobria albisparsa ingår i släktet Cobria och familjen långhorningar. Inga underarter finns listade i Catalogue of Life.